# オオミヤ
株式会社オオミヤ（おおみや）は、和歌山県有田郡湯浅町を発祥として和歌山県、大阪府、京都府、宮城県、鹿児島県などに、時計・宝飾品（宝石・貴金属類）・眼鏡の小売・販売を行う正規輸入品の各ブランド公認の販売店を運営している。

## 社名の由来
創業地が、湯浅町大宮通りと言う通り沿いにあるため

## 沿革
- 1978年12月- 和歌山県有田郡湯浅町にて、創業開始。
- 2001年1月 - 和歌山県那賀郡岩出町（現：岩出市）に『oomiya岩出店』を出店。
- 2002年10月 - 株式会社オオミヤ 設立
- 2007年4月 - 和歌山インターチェンジそばに『oomiya 和歌山本店』を出店。（それに伴い岩出店閉鎖）
- 2008年10月 - 大阪 心斎橋にハウス・オブ・ブライトリング大阪 by OOMIYAを出店。
- 2010年10月 - 大阪 心斎橋に『oomiya大阪・心斎橋店』を出店。
- 2011年9月 - 『ハウス・オブ・ブライトリング大阪 by OOMIYA』を『ブライトリング・ブティック 大阪 （ BREITLING BOUTIQUE OSAKA）』に店名変更。
- 2013年2月 - 大阪 心斎橋に『BREITLING BOUTIQUE OSAKA』を移転・リニューアルオープン。
- 2014年4月 - 京都 四条烏丸に『oomiya 京都店』を出店。
- 2015年11月 - 鹿児島 天文館いづろ通りに『oomiya 鹿児島店』を出店。
- 2016年12月 - 大阪 南船場に『oomiya 大阪心斎橋店』を移転リニューアルオープン。
- 2017年2月 - 大阪 心斎橋に『ゼニス ブティック 大阪（ZENITH BOUTIQUE OSAKA）』を出店。
- 2020年6月 - 『ブライトリング・ブティック 大阪（BREITLING BOUTIQUE OSAKA）』を移転リニューアルオープン。
- 2020年7月 - 宮城県仙台市に『oomiya仙台店』を出店。
- 2020年12月 - 大阪 心斎橋に『チューダー ブティック 大阪 （TUDOR BOUTIQUE OSAKA）』を出店。
- 2021年7月 - 大阪 南船場に『A.ランゲ＆ゾーネ ブティック 大阪心斎橋』『パネライ 大阪心斎橋ブティック』を出店
- 2022年2月 - 京都・四条通 大丸前に『oomiya京都店』が移転リニューアルオープン。
- 2022年2月 - 京都・四条通 大丸前に『ブライトリング・ブティック 京都（BREITLING BOUTIQUE KYOTO）』を出店。

## 所在地
株式会社オオミヤ（Oomiya Co.,Ltd.）
本社：和歌山県有田郡湯浅町湯浅1794-47　
営業本部：和歌山県和歌山市栗栖755-1

## 運営店舗
- oomiya 和歌山本店]　和歌山県和歌山市栗栖755-1
- oomiya 心斎橋店　大阪府大阪市中央区西心斎橋1-13-25
- oomiya 京都店　京都市下京区立売西町72
- oomiya 仙台店　宮城県仙台市青葉区一番町3-5-7
- oomiya 鹿児島店　鹿児島市金生町2-11
- oomiya 湯浅店　和歌山県有田郡湯浅町湯浅1974-47
- A.ランゲ＆ゾーネ ブティック 大阪心斎橋　大阪府大阪市中央区南船場4-1-3 W Osaka 1F
- パネライ 大阪心斎橋ブティック　大阪府大阪市中央区南船場4-1-3 W Osaka 1F
- チューダー ブティック 大阪　大阪市中央区南船場4-4-8
- ゼニス ブティック 大阪　大阪市中央区西心斎橋1-13-25
- ブライトリング ブティック 大阪　大阪府大阪市中央区南船場4-12-6
- ブライトリング ブティック 京都　京都府京都市下京区立売西町76-2